# Bruno Catalano
Pour les articles homonymes, voir Catalano.
Bruno Catalano est un sculpteur français né à Khouribga (Maroc) en 1960.
Sa notoriété est liée à ses sculptures de personnages ayant délibérément de substantielles parties manquantes,.

## Biographie
Originaire du Maroc, Bruno Catalano est le troisième et dernier enfant d'une famille sicilienne. En 1970, sa famille quitte le Maroc pour la France. Il y commence son parcours professionnel à la Société nationale maritime Corse-Méditerranée (SNCM) où il resta quatre ans jusqu'en 1986. Il considère son expérience de marin comme centre de son inspiration,.
Catalano s'initie à la sculpture en 1981 à Marseille, où il s'est inscrit aux cours de modelage et de dessin de Françoise Hamel. Après deux ans de formation, il ouvre son propre atelier en 1985 et aménage un four dans lequel il cuira sa première figure d'argile. Plus tard, Catalano commence à réaliser de grandes sculptures en bronze. Ses premières œuvres sont compactes et conventionnelles, mais les dernières séries deviennent de plus en plus expressives. En 2004, une faille involontairement survenue dans l'un de ses personnages — une représentation de Cyrano — lui donne l'idée de la creuser et d'en évider la poitrine. Une nouvelle voie de travail s'ensuit,. Il réalise une exposition à Marseille en septembre 2013, à l'occasion de l'année Marseille Capitale européenne de la culture avec dix sculptures à taille humaine exposées sur le port,.

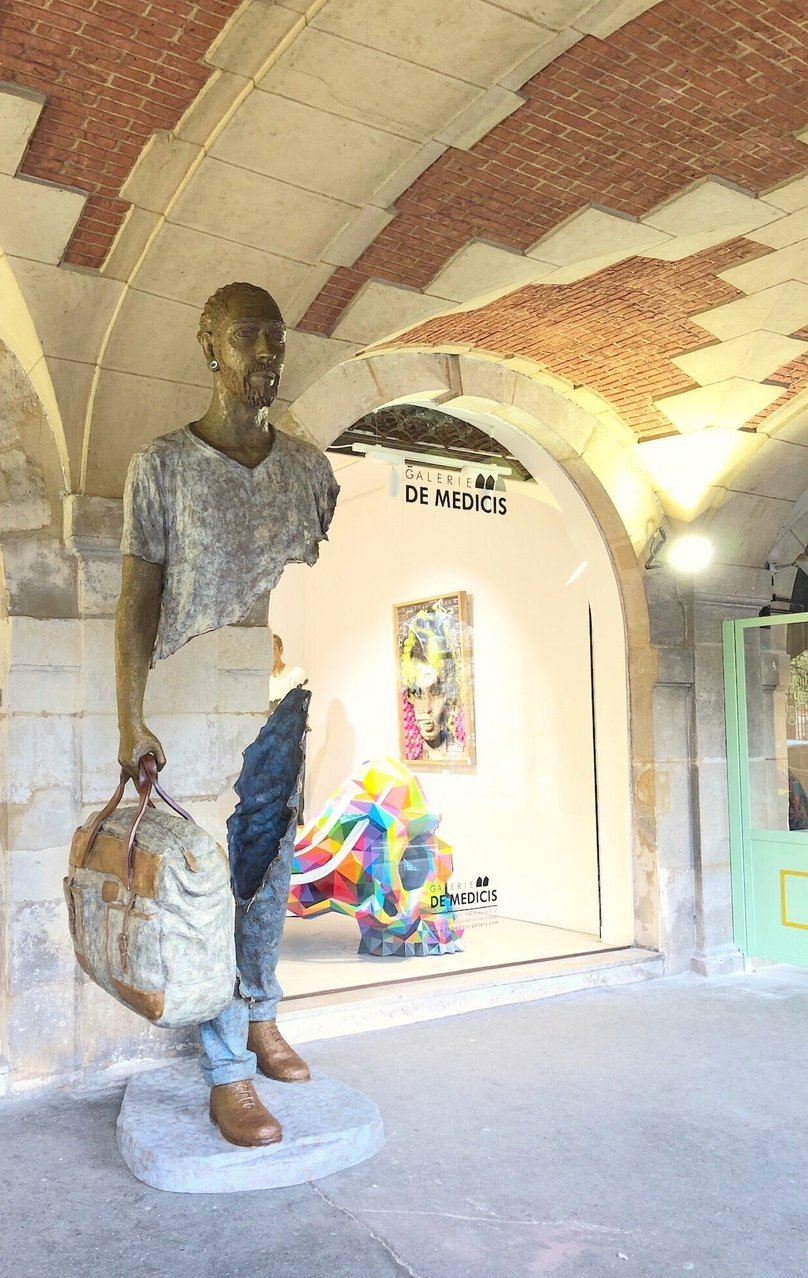
Sculpture de Bruno Catalano à l’extérieur de la Galerie De Medicis à Paris